# Кагран (станція метро)
48°14′34″ пн. ш. 16°25′58″ сх. д. / 48.2429° пн. ш. 16.4328° сх. д.
«Кагран» (нім. Kagran; до 1989 року — «Центрум-Кагран») — станція Віденського метрополітену, розміщена на лінії U1 між станціями «Альте-Донау» та «Кагранер-плац». Відкрита 3 вересня 1982 року у складі дільниці «Пратерштерн» — «Центрум-Кагран».
Розташована в 22-му районі Відня (Донауштадт), в однойменній місцевості, на естакаді над вулицею Зібек-штрасе і площею Доктор-Адольф-Шарф-плац.